# Jair (Humla)
Jair (nep. जैर) – gaun wikas samiti w zachodniej części Nepalu w strefie Karnali w dystrykcie Humla. Według nepalskiego spisu powszechnego z 2011 roku liczył on 384 gospodarstwa domowe i 2150 mieszkańców (1118 kobiet i 1032 mężczyzn).